# Graeme Telford
Graeme Telford (* 19. März 1942) ist ein australischer Bogenschütze.
Telford nahm an den Olympischen Spielen 1972 in München teil und erreichte den 9. Platz. Bei der Weltmeisterschaft 1969 hatte Telford den dritten Platz erreicht.